# Sankt Alberts fæstning
Sankt Alberts fæstning er et voldsted helt ud til vandet på Ærø nær Vejsnæs.
Oven på voldstedet blev der omkring år 1000 opført en kirke, Sankt Alberts Kirke, der blev revet ned under reformationen i 1536. Ved udgravning af kirken i 1995-96 opdagede man, at der omkring kirken var jordvolde og voldgrave fra 700-tallet. En del anlægget er dog forsvundet i havet. Der blev desuden afdækket omkring 50 grave og et stort antal mønter fra kirkens anvendelsestid. Fæstningen har været brugt op i 1200-tallet.
Det befæstede anlæg blev genskabt, og det måler omkring 60x30 m og består af en ca. 3 m dyb grav og et kraftigt voldanlæg. Volden har været palisadeklædt, og har været omkring 7 m bred og 2,5 m høj. Graven omkring volden har været omkring 5,5 m bred og 2,5 m dyb. Anlægget har sandsynligvis været brugt som tilflugtsborg til at forsvare sig mod slaviske stammer fra syd. Omkring 500 m nord for voldstedet ligger Havsmarken, der var en vigtig handelsplads i vikingetiden fra omkring 750-950, der dog først blev fundet i 2008